# Fernando Zampedri
Fernando Matías „Toro” Zampedri (ur. 14 lutego 1988 w Chajarí) – argentyński piłkarz z obywatelstwem chilijskim występujący na pozycji napastnika, od 2020 roku zawodnik chilijskiego Universidad Católica.
W lutym 2025 otrzymał chilijskie obywatelstwo.